# Spathuliger cariei
Spathuliger cariei là một loài bọ cánh cứng trong họ Cerambycidae.